# クール (たばこ)
クール (KOOL) は、ブリティッシュ・アメリカン・タバコ社 (BAT) 製造のタバコのブランド名である。製造されているすべての製品がメンソールタバコである。また、世界初のメンソールタバコとして有名である。
名前の由来は "Keep Only One Love" の頭文字からきている（KOOL製品に同封のリーフレットより、日本語へ翻訳すると「一つの恋を貫き通す」）。"Kiss only one lady," "kick out old lady" の略とも言われたりしているが、俗説である。
ジャズピアニスト兼ボーカリストのナット・キング・コールやLOUDNESSのドラマー・樋口宗孝や元JRA競馬騎手の藤田伸二が有名な愛煙者。

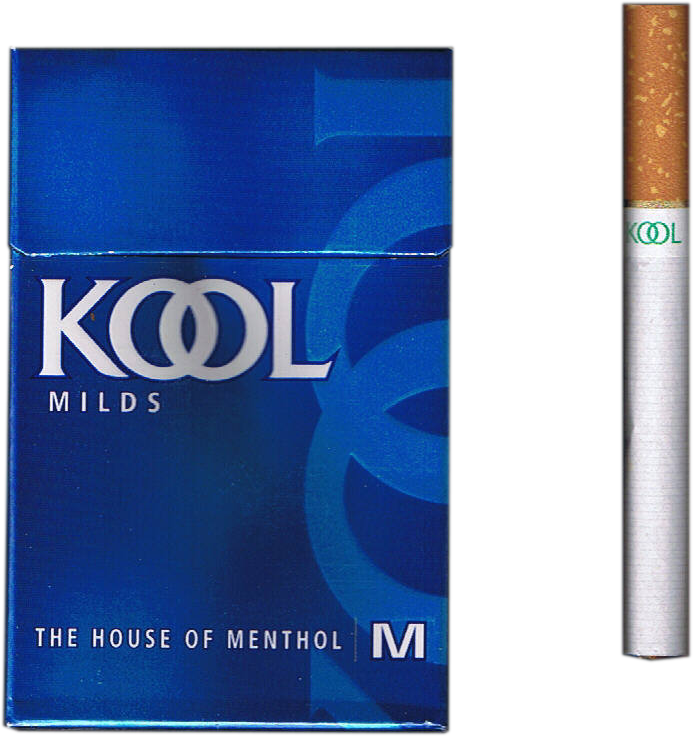

## 製品一覧
頻繁に新製品や期間限定品、店舗限定品を発表している。

現在日本で発売されているクール全製品は韓国（大韓民国）製造となっている。

### 販売終了製品
なお、クール・ナイトシリーズは、期間限定のスペシャルエディションとして販売された。